# Thanatus rubicundus
Thanatus rubicundus es una especie de araña cangrejo del género Thanatus, familia Philodromidae. Fue descrita científicamente por L. Koch en 1875.

## Distribución
Esta especie se encuentra en Etiopía, Somalia y África Oriental.